# Liriomyza pusilla
Liriomyza pusilla este o specie de muște din genul Liriomyza, familia Agromyzidae. A fost descrisă pentru prima dată de Johann Wilhelm Meigen în anul 1830.
Este endemică în Germania. Conform Catalogue of Life specia Liriomyza pusilla nu are subspecii cunoscute.